# Ford York
Двигун Ford York — це рядний дизельний двигун, вироблений компанією Ford, який використовувався в автомобілях, включаючи модельний ряд фургонів Ford Transit між 1972 і 2000 роками. Йому на заміну прийшло сімейстко двигунів Ford Duratorq.

## Опис
Transit був оснащений 2,5-літровим чотирициліндровим двигуном, але двигун також був доступний як 3,5-літровий шестициліндровий. Вони встановлювалися в серії легких комерційних автомобілів Ford A. Двигун York витіснив двигун Perkins 4.108 IDI.
І чотири-, і шестициліндрові двигуни також використовувалися як промислові двигуни. Передня частина колінчастого вала мала довгу секцію зі шпонкою для забезпечення повної потужності передньої коробки відбору потужності.

## Характеристики
4-циліндровий двигун виробляв потужність 45,7 кіловат (61,3 к.с.), а 6-циліндровий мав потужність 64,9 кіловат (87,0 к.с.) при 3600 об/хв. Крутний момент 4-циліндрового двигуна становив 13,7 кілограмів (99 фунтів футів); 6-циліндровий мав крутний момент 19,14 кілограмів (138,4 фунт⋅фут) при 2250 об/хв.
Обидва двигуни мали однаковий діаметр циліндрів і хід поршня, 93,67 мм x 85,58 мм. Ступінь стиснення становив 22:1, а ГРМ був ремінним.
Матеріал як блоку, так і головки блоку циліндрів був чавун. Головка блоку циліндрів мала перехресний тип і мала змінні сідла клапанів, причому клапани були розташовані вертикально та керувалися через штовхачі розподільним валом, який був розташований низько в блоці. Мастило здійснювалося двороторним насосом продуктивністю 65 л/хв при 2460 об/хв.
Подача палива здійснювалася механічним насосом, який працював при максимальному тиску 350 бар (5100 фунтів на квадратний дюйм).
Холодний запуск першого покоління був нагрівальним елементом у впускному колекторі, а впорскування ефіру керувалося драйвером, представленим у 1977 році. Пізніші 4-циліндрові версії мали більш сучасні свічки розжарювання як систему холодного запуску.

### Моделі
| Тип       | Об'єм (см³) | Ступінь стиску | к.с. при об/хв | Нм при об/хв | Роки виробництва |
| --------- | ----------- | -------------- | -------------- | ------------ | ---------------- |
| Р4-Diesel | 2358        | 22:1 : 1       | 61,3/3600      | 130/2750     | 1972–1984        |
| Р6-Diesel | 3540        | 22:1 : 1       | 87,0/3600      | -/2750       | 1972–1984        |

## Наступник — Ford 2.5 Di/ 2.5 TD
Двигун був перероблений у 1984 році за 100 мільйонів фунтів стерлінгів і став двигуном Ford 2.5 Di (безпосереднє впорскування). Блок мав таку саму відстань між циліндрами а діаметр циліндра складав 93,67 мм, що дозволяло виробництво на тому ж підприємстві та використання вдосконаленого блоку як запасної частини для старішого двигуна. Передній ВВП був припинений і замінений на гармонійно збалансований шків колінчастого вала для зменшення шуму двигуна. 2.5 DI був запущений у континентальній Європі за кілька місяців до того, як він був представлений у Сполученому Королівстві через набагато більший попит на дизельні двигуни на цьому ринку в той час.
Восени 1991 року відбулося оновлення Ford Transit. На додаток до оновлених двигунів 2.5 Di потужністю 70 і 80 к.с. (51/59 кВт), вперше з’явився двигун з дизельним безпосереднім уприскуванням і турбонаддувом 2.5 TD потужністю 100 к.с. (74 кВт).
В 1998 році стала доступна версія з проміжним охолодженням повітря 2.5 TD 4ED потужністю 115 к.с. (85 кВт).
Всі турбодизелі мали електронний паливний насос для впорскування Lucas EPIC.

### Моделі
| Тип    | Об'єм (см³) | к.с. при об/хв | Нм при об/хв | Роки виробництва |
| ------ | ----------- | -------------- | ------------ | ---------------- |
| 2.5 D  | 2496        | 68/4000        | 143/2750     | 1984-1989        |
| 2.5 DI | 2496        | 71/4000        | 146          | 1988-1992        |
| 2.5 DI | 2496        | 70             | 146          | 1991-2000        |
| 2.5 DI | 2496        | 80             | 168          | 1991-1994        |
| 2.5 DI | 2496        | 76             | 168          | 1994-2000        |
| 2.5 TD | 2496        | 75             | 168          | 1998-2000        |
| 2.5 TD | 2496        | 85             | 200          | 1992-2000        |
| 2.5 TD | 2496        | 101            | 226          | 1991-2000        |
| 2.5 TD | 2496        | 115            |              | 1998-2000        |